# Dicranum bartramioides
Dicranum bartramioides là một loài rêu trong họ Dicranaceae. Loài này được Broth. mô tả khoa học đầu tiên năm 1893.